# SB Centaur
SB Centaur est une ancienne barge de la Tamise à gréement à livarde lancée en 1895 et appartenant à la Thames Sailing Barge Trust.

Il est classé bateau historique depuis 1996 par le National Historic Ships UK  et au registre du National Historic Fleet.

## Histoire
Cette barge de la Tamise (Thames sailing barge (en)), a été construite au chantier John & Herbert Cann à Harwich et lancée le 15 février 1895. Initialement, la barge naviguait entre Londres, Portsmouth, Southampton et Calais. En fonction du trafic et des besoins commerciaux elle changea plusieurs fois de propriétaires.
En juin 1940, Centaur rejoignit la flotte qui participa à l'évacuation des troupes britanniques de Dunkerque, mais incapable de prendre la mer elle retourna à Maldon pour réparation et reprit le commerce durant la guerre et jusqu'en 1965.
Vendu en 1965, Centaur est modifié pour servir à la plaisance et pour participer à des courses de barges. En 1974, Centaur est vendu à la Thames Barge Sailing Trust qui s'en sert pour la croisière et à la location-charter de mai à octobre avec 12 passagers.